# 26-й армійський корпус (Третій Рейх)
26-й армі́йський ко́рпус (нім. XXVI. Armeekorps) — армійський корпус Вермахту за часів Другої світової війни.

## Історія
XXVI-й армійський корпус був сформований 22 серпня 1939 на базі (нім. Führungsstab z.b.V. 1).

## Райони бойових дій
- Польща (вересень — грудень 1939);
- Німеччина (вересень 1939 — травень 1940);
- Нідерланди, Бельгія, Франція (травень — липень 1940);
- Німеччина (Східна Пруссія) (липень 1940 — червень 1941);
- СРСР (північний напрямок) (червень 1941 — серпень 1944);
- Німеччина (Східна Пруссія) (серпень 1944 — травень 1945).

## Командування

### Командири
- генерал артилерії Альберт Водріг (нім. Albert Wodrig) (22 серпня 1939 — 1 жовтня 1942);
- генерал від інфантерії Ернст фон Лейзер (нім. Ernst von Leyser) (1 жовтня 1942 — 1 липня 1943);
- генерал танкових військ Густав Фен (нім. Gustav Fehn) (1 липня — 19 серпня 1943);
- генерал від інфантерії Ернст фон Лейзер (19 серпня — 31 жовтня 1943);
- генерал-полковник Карл Гільперт (нім. Carl Hilpert) (31 жовтня — 31 грудня 1943);
- генерал від інфантерії Мартін Гразе (нім. Martin Grase) (1 січня — 15 лютого 1944);
- генерал від інфантерії Антон Грассер (нім. Anton Graßer) (15 лютого — 11 травня 1944);
- генерал артилерії Вільгельм Берлін (нім. Wilhelm Berlin) (11 травня — 15 червня 1944);
- генерал від інфантерії Антон Грассер (15 червня — 3 липня 1944);
- генерал-лейтенант Гергард Мацкі (нім. Gerhard Matzky) (6 липня 1944 — 8 травня 1945).

## Бойовий склад 26-го армійського корпусу
Формування управління, забезпечення та підтримки
- 113-те артилерійське командування (Arko 113),
- 426-те управління корпусного постачання (Korps-Nachschubtruppen 426);
- 426-й корпусний батальйон зв'язку (Korps-Nachrichten-Abteilung 426);
- 426-й взвод фельджандармерії (Feld-Gendarmerie-Trupp 426).

- 216-та піхотна дивізія (216. Infanterie-Division).

- 8-ма танкова дивізія (8. Panzer-Division);
- 254-та піхотна дивізія (254. Infanterie-Division);
- 256-та піхотна дивізія (256. Infanterie-Division).

- 34-та піхотна дивізія (34. Infanterie-Division);
- 45-та піхотна дивізія (45. Infanterie-Division).

- 161-ша піхотна дивізія (161. Infanterie-Division);
- 217-та піхотна дивізія (217. Infanterie-Division).

- 161-ша піхотна дивізія;
- 217-та піхотна дивізія;
- 291-ша піхотна дивізія (291. Infanterie-Division).

- 61-ша піхотна дивізія (61. Infanterie-Division);
- 217-та піхотна дивізія;
- 291-ша піхотна дивізія.

- 61-ша піхотна дивізія;
- 217-та піхотна дивізія.

- 61-ша піхотна дивізія;
- 217-та піхотна дивізія;
- 254-та піхотна дивізія;
- 291-ша піхотна дивізія.

- 3-тя піхотна дивізія (3. Infanterie-Division);
- 291-ша піхотна дивізія.

- 93-тя піхотна дивізія (93. Infanterie-Division);
- 212-та піхотна дивізія (212. Infanterie-Division);
- 217-та піхотна дивізія.

- 223-тя піхотна дивізія (223. Infanterie-Division);
- 227-ма піхотна дивізія (227. Infanterie-Division);
- Частини:
  - 207-ї піхотної дивізії (207. Infanterie-Division).

- 223-тя піхотна дивізія;
- 227-ма піхотна дивізія.

- 24-та піхотна дивізія (24. Infanterie-Division);
- 96-та піхотна дивізія (96. Infanterie-Division);
- 223-тя піхотна дивізія;
- 227-ма піхотна дивізія.

- 1-ша піхотна дивізія (1. Infanterie-Division);
- 96-та піхотна дивізія;
- 110-та піхотна дивізія (110. Infanterie-Division);
- 223-тя піхотна дивізія;
- 227-ма піхотна дивізія;
- Частини:
  - 207-ї піхотної дивізії;
  - 285-ї піхотної дивізії (285. Infanterie-Division).

- 1-ша піхотна дивізія;
- 96-та піхотна дивізія;
- 170-та піхотна дивізія (170. Infanterie-Division);
- 223-тя піхотна дивізія;
- 227-ма піхотна дивізія;
- 374-й гренадерський полк (Grenadier-Regiment 374).

- 61-ша піхотна дивізія;
- 96-та піхотна дивізія;
- 170-та піхотна дивізія;
- 227-ма піхотна дивізія;
- Поліційна дивізія СС (SS-Polizei-Division).

- 1-ша піхотна дивізія;
- 11-та піхотна дивізія (11. Infanterie-Division);
- 23-тя піхотна дивізія (23. Infanterie-Division);
- 69-та піхотна дивізія (69. Infanterie-Division);
- 212-та піхотна дивізія;
- 290-та піхотна дивізія (290. Infanterie-Division);
- 5-та гірсько-піхотна дивізія (5. Gebirgs-Division).

- 61-ша піхотна дивізія;
- 212-та піхотна дивізія;
- 227-ма піхотна дивізія;
- 254-та піхотна дивізія.

- 11-та піхотна дивізія;
- 225-та піхотна дивізія (225. Infanterie-Division).

- 6-та танкова дивізія (6. Panzer-Division);
- 196-та піхотна дивізія (196. Infanterie-Division);
- 52-га дивізія охорони (52. Sicherungs-Division);
- 561-ша гренадерська дивізія (561. Grenadier-Division);
- Панцергренадерська дивізія «Гроссдойчланд» (Pavzergrenadier-Division "Großdeutschland");
- Бойова група фон Толсдорфа (Kampfgruppe von Tolsdorf).

- 1-ша піхотна дивізія;
- 56-та піхотна дивізія (56. Infanterie-Division);
- 549-та гренадерська дивізія (549. Grenadier-Division);
- Частини:
  - 390-ї дивізії охорони (390. Sicherungs-Division);
- Панцергренадерська бригада фон Вертерна (Panzer-Grenadier-Brigade von Werthern);
- Група оберста Шірмера (Gruppe Oberst Schirmer).

- 5-та танкова дивізія (5. Panzer-Division);
- 1-ша піхотна дивізія;
- 56-та піхотна дивізія;
- 69-та піхотна дивізія;
- 349-та піхотна дивізія (349. Infanterie-Division);
- 549-та фольксгренадерська дивізія (549. Volks-Grenadier-Division);
- 10-та велосипедна єгерська бригада (10. Radfahr-Jäger-Brigade).

- 24-та танкова дивізія (24. Panzer-Division);
- 14-та піхотна дивізія (14. Infanterie-Division);
- 349-та піхотна дивізія;
- 28-ма єгерська дивізія (28. Jäger-Division);
- Частини:
  - 299-ї піхотної дивізії (299. Infanterie-Division).

- 5-та танкова дивізія;
- 1-ша піхотна дивізія;
- 21-ша піхотна дивізія (21. Infanterie-Division);
- 58-ма піхотна дивізія (58. Infanterie-Division);
- 561-ша фольксгренадерська дивізія (561. Volks-Grenadier-Division);
- 28-ма єгерська дивізія.